# County Championship (rugby à XV)
Pour les articles homonymes, voir County Championship (homonymie).
Le County Championship est une compétition annuelle de rugby à XV en Angleterre opposant des équipes représentant les différents comtés. Créée en 1889, restructurée en 2007, le plus haut niveau du County Championship est aussi appelé la Bill Beaumont Cup, nom donné en l'honneur de Bill Beaumont, un ancien capitaine de l'équipe d'Angleterre et des Lions britanniques. Les équipes concourent aussi pour le County Championship Shield et la County Championship Plate.
Historiquement, les County Cups disputées par les clubs et le County Championship disputé par les équipes des comtés sont pendant longtemps les seules compétitions organisées en dehors des rencontres traditionnelles entre clubs (la Coupe d'Angleterre ayant été créée en 1971, et le Championnat en 1987).

## Organisation
En 1896, un système à trois groupes (Nord, Sud-est et Sud ouest) permet de répartir les équipes suivant un critère géographique. Les vainqueurs s'affrontaient ensuite dans un tableau à élimination direct. En 1921, les équipes sont réparties dans 5 groupes, puis 4 groupes à partir de 1949.
En 2008, le format de la compétition est modifié afin de rendre le championnat plus attractif. Les huit meilleures équipes sont placées en Division 1, en Division 2 ou en Division 3.
Les Divisions 1 et 2 accueillaient 8 équipes chacune, divisées en deux groupes (Nord et Sud) de 4 équipes. La Division 3 accueillait les équipes restantes (entre 10 et 14 suivant les années) réparties dans des poules de 3 ou 4 équipes.
À partir de 2011, le championnat est réduit aux Divisions 1 et 2, avec un système de relégation.
Les joueurs peuvent être éligibles pour jouer dans un comté suivant plusieurs critères : leur lieu de naissance, de résidence ou l'équipe pour laquelle ils ont joué la saison précédente. 

## Résultats
| Année     | Vainqueur                                     | Score                                         | Finaliste                                     | Lieu de la finale                             |
| --------- | --------------------------------------------- | --------------------------------------------- | --------------------------------------------- | --------------------------------------------- |
| 1889      | Yorkshire                                     | Pas de finale jouée                           | Pas de finale jouée                           | Pas de finale jouée                           |
| 1890      | Yorkshire                                     | Pas de finale jouée                           | Pas de finale jouée                           | Pas de finale jouée                           |
| 1891      | Lancashire                                    | Pas de finale jouée                           | Pas de finale jouée                           | Pas de finale jouée                           |
| 1892      | Yorkshire                                     | Pas de finale jouée                           | Pas de finale jouée                           | Pas de finale jouée                           |
| 1893      | Yorkshire                                     | Pas de finale jouée                           | Pas de finale jouée                           | Pas de finale jouée                           |
| 1894      | Yorkshire                                     | Pas de finale jouée                           | Pas de finale jouée                           | Pas de finale jouée                           |
| 1895      | Yorkshire                                     | Pas de finale jouée                           | Pas de finale jouée                           | Pas de finale jouée                           |
| 1896      | Yorkshire                                     | 16-4                                          | Surrey                                        | Richmond                                      |
| 1897      | Kent                                          | 9-3                                           | Cumberland                                    | Carlisle                                      |
| 1898      | Northumberland                                | 24-3                                          | Midlands                                      | Coventry                                      |
| 1899      | Devon                                         | 5-0                                           | Northumberland                                | Newcastle                                     |
| 1900      | Durham                                        | 11-3                                          | Devon                                         | Exeter                                        |
| 1901      | Devon                                         | 14-3                                          | Durham                                        | West Hartlepool                               |
| 1902      | Durham                                        | 9-3                                           | Gloucestershire                               | Gloucester                                    |
| 1903      | Durham                                        | 4-3                                           | Kent                                          | West Hartlepool                               |
| 1904      | Kent                                          | 8-6                                           | Durham                                        | Blackheath                                    |
| 1905      | Durham                                        | 9-8                                           | Middlesex                                     | West Hartlepool                               |
| 1906      | Devon                                         | 16-3                                          | Durham                                        | Exeter                                        |
| 1907      | Durham Devon                                  | 3-3 0-0                                       |                                               | West Hartlepool Exeter                        |
| 1908      | Cornouailles                                  | 17-3                                          | Durham                                        | Redruth                                       |
| 1909      | Durham                                        | 12-0                                          | Cornouailles                                  | West Hartlepool                               |
| 1910      | Gloucestershire                               | 23-0                                          | Yorkshire                                     | Gloucester                                    |
| 1911      | Devon                                         | 12-3                                          | Yorkshire                                     | Kirkstall, Leeds                              |
| 1912      | Devon                                         | 29-0                                          | Northumberland                                | Devonport                                     |
| 1913      | Gloucestershire                               | 14-3                                          | Cumberland                                    | Carlisle                                      |
| 1914      | Midlands                                      | 22-5                                          | Durham                                        | Leicester                                     |
| 1915-1919 | Pas de compétition (Première guerre mondiale) | Pas de compétition (Première guerre mondiale) | Pas de compétition (Première guerre mondiale) | Pas de compétition (Première guerre mondiale) |
| 1920      | Gloucestershire                               | 27-3                                          | Yorkshire                                     | Bradford                                      |
| 1921      | Gloucestershire                               | 31-4                                          | Leicestershire                                | Kingsholm                                     |
| 1922      | Gloucestershire                               | 19-0                                          | Midlands du Nord                              | Aston Villa                                   |
| 1923      | Somerset                                      | 8-6                                           | Leicestershire                                | Bridgwater                                    |
| 1924      | Cumberland                                    | 14-3                                          | Kent                                          | Carlisle                                      |
| 1925      | Leicestershire                                | 14-6                                          | Gloucestershire                               | Bristol                                       |
| 1926      | Yorkshire                                     | 15-14                                         | Hampshire                                     | Bradford                                      |
| 1927      | Kent                                          | 22-12                                         | Leicestershire                                | Blackheath                                    |
| 1928      | Yorkshire                                     | 12-8                                          | Cornouailles                                  | Bradford                                      |
| 1929      | Middlesex                                     | 8-8 9-8                                       | Lancashire                                    | Stade de Twickenham, Londres Blundellsands    |
| 1930      | Gloucestershire                               | 13-7                                          | Lancashire                                    | Blundellsands                                 |
| 1931      | Gloucestershire                               | 10-9                                          | Warwickshire                                  | Gloucester                                    |
| 1932      | Gloucestershire                               | 9-3                                           | Durham                                        | Blaydon-on-Tyne                               |
| 1933      | Hampshire                                     | 18-7                                          | Lancashire                                    | Boscombe                                      |
| 1934      | Midlands de l'Est                             | 10-0                                          | Gloucestershire                               | Northampton                                   |
| 1935      | Lancashire                                    | 14-0                                          | Somerset                                      | Bath                                          |
| 1936      | Hampshire                                     | 13-6                                          | Northumberland                                | Gosforth                                      |
| 1937      | Gloucestershire                               | 5-0                                           | Midlands de l'Est                             | Bristol                                       |
| 1938      | Lancashire                                    | 24-12                                         | Surrey                                        | Blundellsands                                 |
| 1939      | Warwickshire                                  | 8-3                                           | Somerset                                      | Weston-Super-Mare                             |
| 1940-1946 | Pas de compétition (Seconde guerre mondiale)  | Pas de compétition (Seconde guerre mondiale)  | Pas de compétition (Seconde guerre mondiale)  | Pas de compétition (Seconde guerre mondiale)  |
| 1947      | Lancashire                                    | 8-8 14-3                                      | Gloucestershire                               | Blundellsands Kingsholm                       |
| 1948      | Lancashire                                    | 5-0                                           | Comtés de l'Est                               | Cambridge                                     |
| 1949      | Lancashire                                    | 9-3                                           | Gloucestershire                               | Blundellsands                                 |
| 1950      | Cheshire                                      | 5-0                                           | Midlands de l'Est                             | Birkenhead Park                               |
| 1951      | Midlands de l'Est                             | 10-0                                          | Middlesex                                     | Northampton                                   |
| 1952      | Middlesex                                     | 9-6                                           | Lancashire                                    | Stade de Twickenham, Londres                  |
| 1953      | Yorkshire                                     | 11-3                                          | Midlands de l'Est                             | Bradford                                      |
| 1954      | Middlesex                                     | 24-6                                          | Lancashire                                    | Blundellsands                                 |
| 1955      | Lancashire                                    | 14-8                                          | Middlesex                                     | Stade de Twickenham, Londres                  |
| 1956      | Middlesex                                     | 13-9                                          | Devon                                         | Stade de Twickenham, Londres                  |
| 1957      | Devon                                         | 12-3                                          | Yorkshire                                     | Home Park, Plymouth                           |
| 1958      | Warwickshire                                  | 16-8                                          | Cornouailles                                  | Coundon Road, Coventry                        |
| 1959      | Warwickshire                                  | 14-9                                          | Gloucestershire                               | The Memorial Ground, Bristol                  |
| 1960      | Warwickshire                                  | 9-6                                           | Surrey                                        | Coundon Road, Coventry                        |
| 1961      | Cheshire                                      | 0-0 5-3                                       | Devon                                         | Home Park, Plymouth Birkenhead Park           |
| 1962      | Warwickshire                                  | 11-6                                          | Hampshire                                     | Stade de Twickenham, Londres                  |
| 1963      | Warwickshire                                  | 13-10                                         | Yorkshire                                     | Coundon Road, Coventry                        |
| 1964      | Warwickshire                                  | 8-6                                           | Lancashire                                    | Coundon Road, Coventry                        |
| 1965      | Warwickshire                                  | 15-9                                          | Durham                                        | Hartlepool                                    |
| 1966      | Middlesex                                     | 6-0                                           | Lancashire                                    | Blundellsands                                 |
| 1967      | Surrey Durham                                 | 14-14 0-0                                     |                                               | Stade de Twickenham, Londres Hartlepool       |
| 1968      | Middlesex                                     | 9-6                                           | Warwickshire                                  | Stade de Twickenham, Londres                  |
| 1969      | Lancashire                                    | 11-9                                          | Cornouailles                                  | Redruth                                       |
| 1970      | Staffordshire                                 | 11-9                                          | Gloucestershire                               | Burton on Trent                               |
| 1971      | Surrey                                        | 14-3                                          | Gloucestershire                               | Kingsholm                                     |
| 1972      | Gloucestershire                               | 11-6                                          | Warwickshire                                  | Coundon Road, Coventry                        |
| 1973      | Lancashire                                    | 17-12                                         | Gloucestershire                               | The Memorial Ground, Bristol                  |
| 1974      | Gloucestershire                               | 22-12                                         | Lancashire                                    | Blundellsands                                 |
| 1975      | Gloucestershire                               | 13-9                                          | East Counties                                 | Kingsholm                                     |
| 1976      | Gloucestershire                               | 24-9                                          | Middlesex                                     | Athletic Ground, Richmond                     |
| 1977      | Lancashire                                    | 17-6                                          | Middlesex                                     | Blundellsands                                 |
| 1978      | Midlands du Nord                              | 10-7                                          | Gloucestershire                               | The Reddings, Moseley                         |
| 1979      | Middlesex                                     | 19-6                                          | Northumberland                                | Stade de Twickenham, Londres                  |
| 1980      | Lancashire                                    | 21-15                                         | Gloucestershire                               | Vale of Lune                                  |
| 1981      | Northumberland                                | 15-6                                          | Gloucestershire                               | Kingsholm                                     |
| 1982      | Lancashire                                    | 7-3                                           | Midlands du Nord                              | The Reddings, Moseley                         |
| 1983      | Gloucestershire                               | 19-7                                          | Yorkshire                                     | The Memorial Ground, Bristol                  |
| 1984      | Gloucestershire                               | 36-18                                         | Somerset                                      | Stade de Twickenham, Londres                  |
| 1985      | Middlesex                                     | 12-9                                          | Notts, Lincs & Derby                          | Stade de Twickenham, Londres                  |
| 1986      | Warwickshire                                  | 16-6                                          | Kent                                          | Stade de Twickenham, Londres                  |
| 1987      | Yorkshire                                     | 22-11                                         | Middlesex                                     | Stade de Twickenham, Londres                  |
| 1988      | Lancashire                                    | 23-18                                         | Warwickshire                                  | Stade de Twickenham, Londres                  |
| 1989      | Durham                                        | 13-9                                          | Cornouailles                                  | Stade de Twickenham, Londres                  |
| 1990      | Lancashire                                    | 32-9                                          | Middlesex                                     | Stade de Twickenham, Londres                  |
| 1991      | Cornouailles                                  | 29-20                                         | Yorkshire                                     | Stade de Twickenham, Londres                  |
| 1992      | Lancashire                                    | 9-6                                           | Cornouailles                                  | Stade de Twickenham, Londres                  |
| 1993      | Lancashire                                    | 9-6                                           | Yorkshire                                     | Stade de Twickenham, Londres                  |
| 1994      | Yorkshire                                     | 26-3                                          | Durham                                        | Stade de Twickenham, Londres                  |
| 1995      | Warwickshire                                  | 15-9                                          | Northumberland                                | Stade de Twickenham, Londres                  |
| 1996      | Gloucestershire                               | 17-13                                         | Warwickshire                                  | Stade de Twickenham, Londres                  |
| 1997      | Cumbria                                       | 21-13                                         | Somerset                                      | Stade de Twickenham, Londres                  |
| 1998      | Cheshire                                      | 21-14                                         | Cornouailles                                  | Stade de Twickenham, Londres                  |
| 1999      | Cornouailles                                  | 25-15                                         | Gloucestershire                               | Stade de Twickenham, Londres                  |
| 2000      | Yorkshire                                     | 16-9                                          | Devon                                         | Stade de Twickenham, Londres                  |
| 2001      | Yorkshire                                     | 47-19                                         | Cornouailles                                  | Stade de Twickenham, Londres                  |
| 2002      | Gloucestershire                               | 26-23                                         | Cheshire                                      | Stade de Twickenham, Londres                  |
| 2003      | Lancashire                                    | 24-18                                         | Gloucestershire                               | Stade de Twickenham, Londres                  |
| 2004      | Devon                                         | 43-14                                         | Gloucestershire                               | Stade de Twickenham, Londres                  |
| 2005      | Devon                                         | 22-16                                         | Lancashire                                    | Stade de Twickenham, Londres                  |
| 2006      | Lancashire                                    | 32-26                                         | Devon                                         | Stade de Twickenham, Londres                  |
| 2007      | Devon                                         | 27-6                                          | Lancashire                                    | Stade de Twickenham, Londres                  |
| 2008      | Yorkshire                                     | 33-13                                         | Devon                                         | Stade de Twickenham, Londres                  |
| 2009      | Lancashire                                    | 32-18                                         | Gloucestershire                               | Stade de Twickenham, Londres                  |
| 2010      | Lancashire                                    | 36-6                                          | Gloucestershire                               | Stade de Twickenham, Londres                  |
| 2011      | Lancashire                                    | 32-23                                         | Hertfordshire                                 | Stade de Twickenham, Londres                  |
| 2012      | Hertfordshire                                 | 38-20                                         | Lancashire                                    | Stade de Twickenham, Londres                  |
| 2013      | Lancashire                                    | 35-26                                         | Cornouailles                                  | Stade de Twickenham, Londres                  |
| 2014      | Lancashire                                    | 36-26                                         | Cornouailles                                  | Stade de Twickenham, Londres                  |
| 2015      | Cornouailles                                  | 18-13                                         | Lancashire                                    | Stade de Twickenham, Londres                  |
| 2016      | Cornouailles                                  | 35-13                                         | Cheshire                                      | Stade de Twickenham, Londres                  |
| 2017      | Lancashire                                    | 19-8                                          | Cornouailles                                  | Stade de Twickenham, Londres                  |
| 2018      | Lancashire                                    | 31-16                                         | Hertfordshire                                 | Stade de Twickenham, Londres                  |
| 2019      | Cornouailles                                  | 14-12                                         | Cheshire                                      | Stade de Twickenham, Londres                  |
| 2020-2021 | Pas de compétition (Pandémie de Covid-19)     | Pas de compétition (Pandémie de Covid-19)     | Pas de compétition (Pandémie de Covid-19)     | Pas de compétition (Pandémie de Covid-19)     |
| 2022      | Cornouailles                                  | 37-24                                         | Cheshire                                      | Stade de Twickenham, Londres                  |

## Bilan
| Comté                | Titre(s) | Premier(s) - Dernier(s) | Finale(s) perdue(s) | Première(s) - Dernière(s) |
| -------------------- | -------- | ----------------------- | ------------------- | ------------------------- |
| Lancashire           | 25       | 1891-2018               | 10                  | 1929-2015                 |
| Gloucestershire      | 17       | 1910-2002               | 16                  | 1902-2010                 |
| Yorkshire            | 15       | 1889-2008               | 8                   | 1910-1993                 |
| Devon                | 10       | 1899-2007               | 6                   | 1900-2008                 |
| Warwickshire         | 10       | 1939-1995               | 5                   | 1931-1996                 |
| Durham               | 8        | 1900-2007               | 8                   | 1901-2008                 |
| Middlesex            | 8        | 1929-1985               | 7                   | 1905-1990                 |
| Cornouailles         | 7        | 1908-2022               | 9                   | 1909-2017                 |
| Cheshire             | 3        | 1950-1998               | 4                   | 2002-2022                 |
| Kent                 | 3        | 1897-1927               | 3                   | 1903-1986                 |
| Northumberland       | 2        | 1898-1981               | 5                   | 1899-1995                 |
| Midlands de l'Est    | 2        | 1934-1951               | 3                   | 1937-1953                 |
| Surrey               | 2        | 1967-1971               | 3                   | 1896-1960                 |
| Hampshire            | 2        | 1933-1936               | 2                   | 1926-1962                 |
| Cumbria              | 2        | 1924-1997               | 2                   | 1897-1913                 |
| Somerset             | 1        | 1923                    | 4                   | 1935-1997                 |
| Leicestershire       | 1        | 1925                    | 3                   | 1921-1927                 |
| Midlands du Nord     | 1        | 1978                    | 2                   | 1922-1982                 |
| Hertfordshire        | 1        | 2012                    | 2                   | 2011-2018                 |
| Midlands             | 1        | 1914                    | 1                   | 1898                      |
| Staffordshire        | 1        | 1970                    | 0                   | -                         |
| Eastern Counties     | 0        | -                       | 2                   | 1948-1975                 |
| Notts, Lincs & Derby | 0        | -                       | 1                   | 1985                      |